# فهرست میراث فرهنگی ناملموس در اندونزی
فهرست میراث ناملموس در اندونزی شامل ۱۳ میراث ناملموس است.
گنجاندن عناصر جدید میراث در فهرست‌های میراث فرهنگی ناملموس توسط کمیته بین‌دولتی برای حفاظت از میراث فرهنگی ناملموس تعیین می‌شود که توسط کنوانسیون تأسیس شده است. این میراث شامل دانش، مهارت‌ها، سنت‌ها، آیین‌ها، زبان‌ها، موسیقی، رقص، هنرهای نمایشی، غذاهای سنتی و دیگر جلوه‌های زنده فرهنگ است. هدف از حفاظت این میراث، حفظ تنوع فرهنگی و هویت‌های بومی در برابر تغییرات جهانی است.
اندونزی این کنوانسیون را در ۱۵ اکتبر ۲۰۰۷ تصویب کرد.

## فهرست
| نام                                                                                             | تصویر | سال  | شماره | توضیحات |
| ----------------------------------------------------------------------------------------------- | ----- | ---- | ----- | --- |
| کریس (سلاح) اندونزی                                                                             |       | ۲۰۰۸ | 00112 | کریس یک خنجر نامتقارن جاوه‌ای است که با الگوی خاصی از لایه‌های آهن و آهن نیکل‌دار ساخته می‌شود.                                                                                                 |
| تئاتر عروسکی وایانگ                                                                             |       | ۲۰۰۸ | 00063 | وایانگ یک نوع تئاتر عروسکی سنتی است که از جزیره جاوه نشأت گرفته است. |
| بَتیک اندونزی                                                                                    |       | ۲۰۰۹ | 00170 | چاپ کلاقه‌ای یک تکنیک رنگ‌آمیزی با استفاده از موم است که برای تولید پارچه‌های دارای الگوهای مختلف از آن استفاده می‌شود.                                                                         |
| آنگوکلانگ اندونزی                                                                               |       | ۲۰۱۰ | 00393 | آنگوکلانگ یک ساز موسیقی است که از مردم سوندانی است و از تعدادی لوله بامبو که به یک قاب بامبو متصل شده‌اند ساخته می‌شود.                                                                       |
| سه ژانر رقص بالی                                                                                |       | ۲۰۱۵ | 00617 | سه ژانر رقص سنتی بالی عبارتند از: مقدس، نیمه‌مقدس و رقص‌هایی که برای لذت بردن از آن‌ها توسط جوامع به‌کار می‌روند.                                                                                |
| Pinisi، هنر ساخت قایق در سولاوسی جنوبی                                                          |       | ۲۰۱۷ | 01197 | Pinisi به نوعی از بادبان‌بندی در کشتی‌های اندونزیایی اطلاق می‌شود که در آن پیکربندی دکل‌ها، بادبان‌ها و طناب‌ها (خطوط) خاص است. کشتی‌های با ریگ Pinisi عمدتاً توسط مردم سولاوسی جنوبی ساخته می‌شدند. |
| سنت‌های پنچاک سیلات                                                                              |       | ۲۰۱۹ | 01391 | پنچاک سیلات یک اصطلاح کلی برای کلاس‌هایی از هنرهای رزمی مرتبط اندونزیایی است. |
| Pantun +                                                                                        |       | ۲۰۲۰ | 01613 | Pantun یک فرم شعری شفاهی از زبان‌های مالایی‌تبار است که برای بیان افکار و احساسات پیچیده استفاده می‌شود.                                                                                       |
| گاملان                                                                                          |       | ۲۰۲۱ | 01607 | گاملان موسیقی سنتی مردم جاوه، مردم سوندانی و مردم بالی در اندونزی است که عمدتاً از سازهای ضربی تشکیل شده است.                                                                                |
| فرهنگ سلامتی جامو                                                                               |       | ۲۰۲۳ | 01972 | جامو یک داروی سنتی است که عمدتاً از گیاهان دارویی ساخته می‌شود و از مواد طبیعی مانند ریشه‌ها، پوست درختان، گل‌ها، دانه‌ها، برگ‌ها و میوه‌ها تهیه می‌شود.                                            |
| شیوه‌های فرهنگی و ابرازات مرتبط با بلافون و کولینتانگ در مالی، بورکینافاسو، ساحل عاج و اندونزی + |       | ۲۰۲۴ | 02131 | Pantun یک فرم شعری شفاهی از زبان‌های مالایی‌تبار است که برای بیان افکار و احساسات پیچیده استفاده می‌شود.                                                                                       |
| Kebaya: دانش، مهارت‌ها، سنت‌ها و شیوه‌ها +                                                         |       | ۲۰۲۴ | 02090 | کِبایا یک لباس بالایی است که در جلوی آن باز است و از پارچه‌های سبک تهیه می‌شود که به‌طور سنتی توسط زنان در آسیای جنوب‌شرقی پوشیده می‌شود.                                                         |

## یادداشت
1. ↑  اشتراک با مالزی.
2. ↑  اشتراک با مالی، بورکینافاسو و ساحل عاج.
3. ↑  اشتراک با برونئی، تایلند، مالزی و سنگاپور.